# Cunctochrysa jubingensis
Cunctochrysa jubingensis is een insect uit de familie van de gaasvliegen (Chrysopidae), die tot de orde netvleugeligen (Neuroptera) behoort. 
Cunctochrysa jubingensis is voor het eerst wetenschappelijk beschreven door Hölzel in 1973.